# Chancery Lane (Metropolitano de Londres)
Chancery Lane é uma estação do Metropolitano de Londres na Central line entre Holborn e a Cidade de Londres no Centro de Londres, Inglaterra. Tem entradas tanto no London Borough of Camden quanto na Cidade de Londres. Foi inaugurada em 1900 e leva o nome da vizinha Chancery Lane.
A estação está localizada entre as estações St. Paul's e Holborn, dentro da Zona 1.
Ela está localizada na junção de High Holborn, Hatton Garden e Gray's Inn Road, com entradas subterrâneas que dão acesso à bilheteria sob a rua. Chancery Lane é uma das poucas estações do Metrô de Londres que não possuem edifícios associados acima do solo.

## História
A estação foi inaugurada pela Central London Railway (CLR) em 30 de julho de 1900. A entrada da estação atual não é a original. O edifício original da estação em desuso fica no lado norte de High Holborn nos números 31–33, aproximadamente 400 pés (122 m) a oeste, mais perto da junção de High Holborn com a Chancery Lane. Originalmente fornecida com quatro elevadores entre os níveis do solo e da plataforma, a estação foi reconstruída no início da década de 1930 para operar com escadas. Não foi possível construir o poço inclinado da escada rolante entre as plataformas e a entrada existente, então uma nova bilheteria subterrânea foi construída abaixo do entroncamento. A nova entrada da estação entrou em operação em 25 de junho de 1934. O antigo edifício de entrada tornou-se redundante e, em reconhecimento da localização da nova entrada, a estação foi renomeada Chancery Lane (Gray's Inn), embora o sufixo posteriormente tenha caído em desuso.
Quando o CLR escavou os túneis em execução, encaminhou-os para evitar passar sob os edifícios da superfície, a fim de limitar o risco de vibração dos edifícios. Na Chancery Lane, o túnel no sentido leste corre acima do túnel no sentido oeste.

## Conexões
As linhas de ônibus de Londres 8, 17, 46 e 521 e as linhas noturnas N8 e N25 servem a estação.

## Galeria

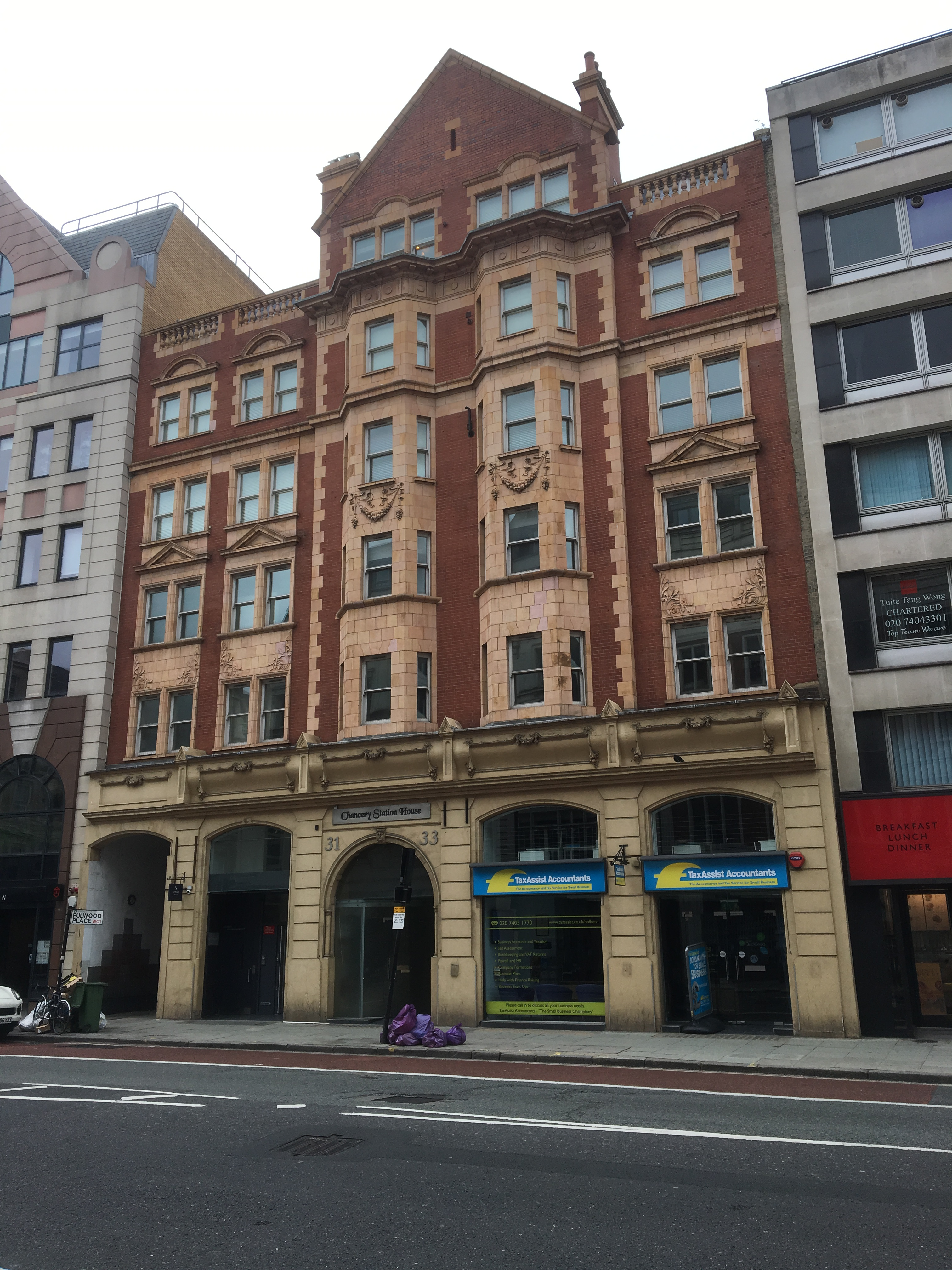
Edifício da estação original Chancery Lane
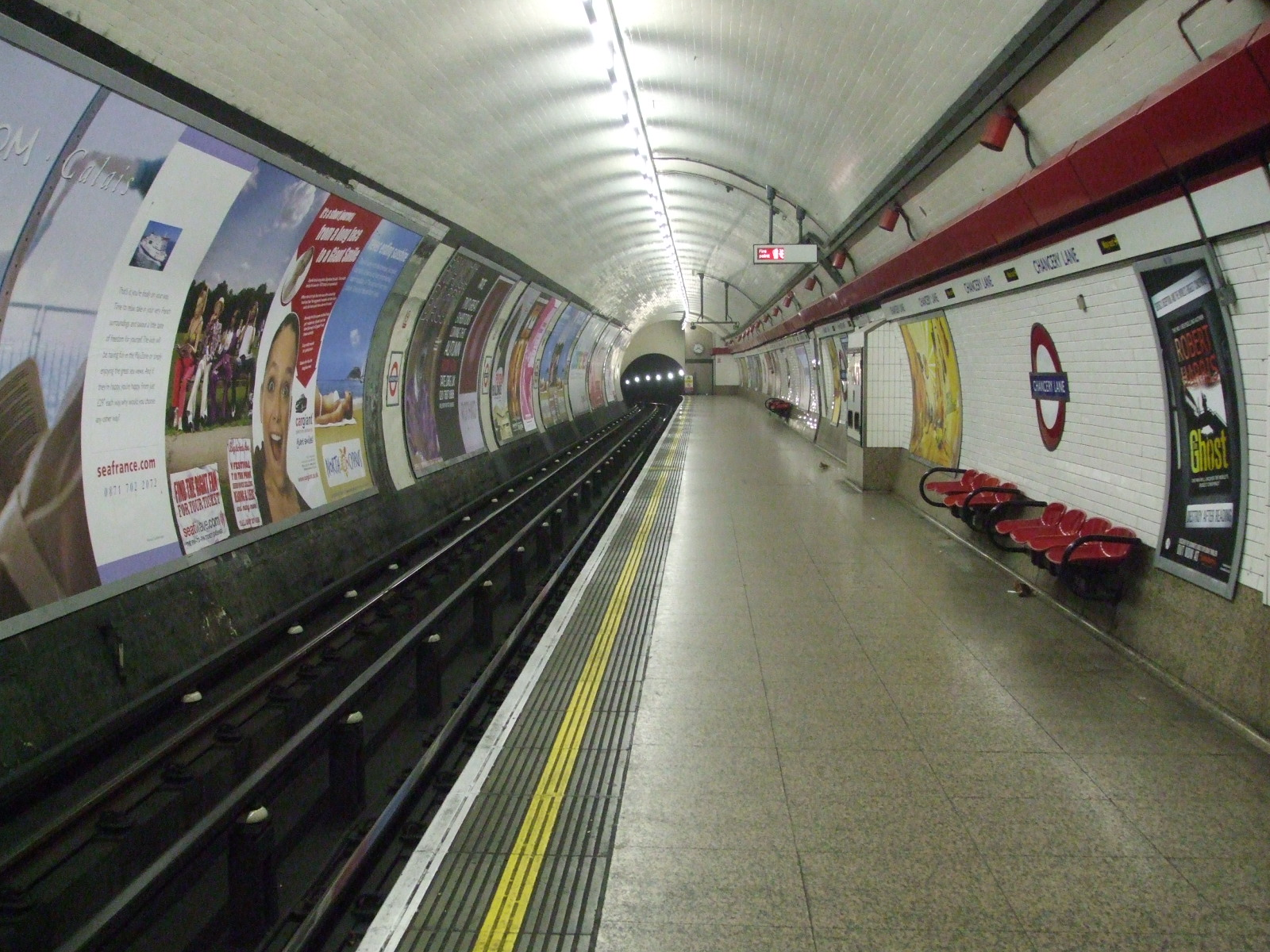
Plataforma sentido leste olhando para oeste
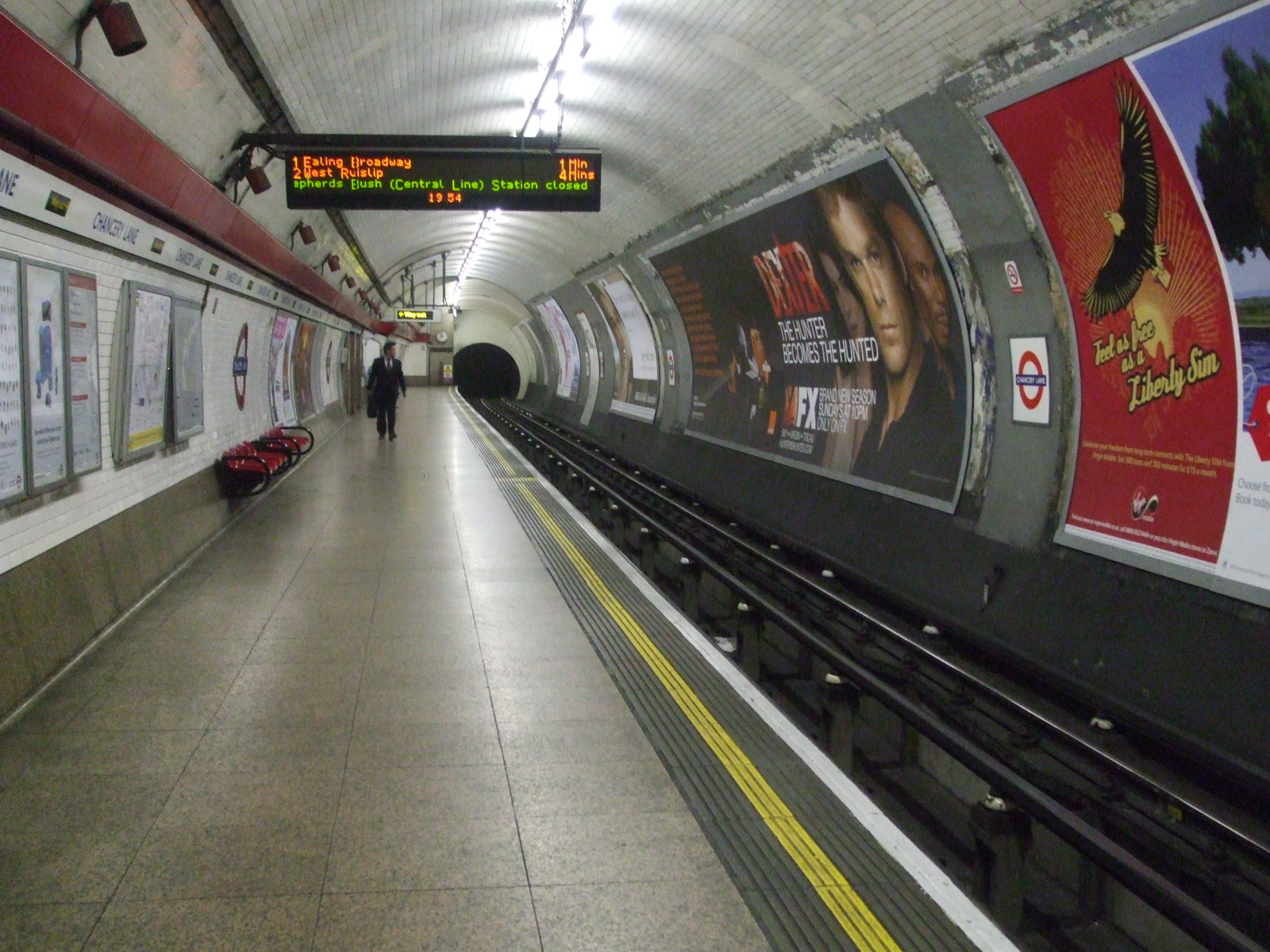
Plataforma sentido oeste olhando para leste
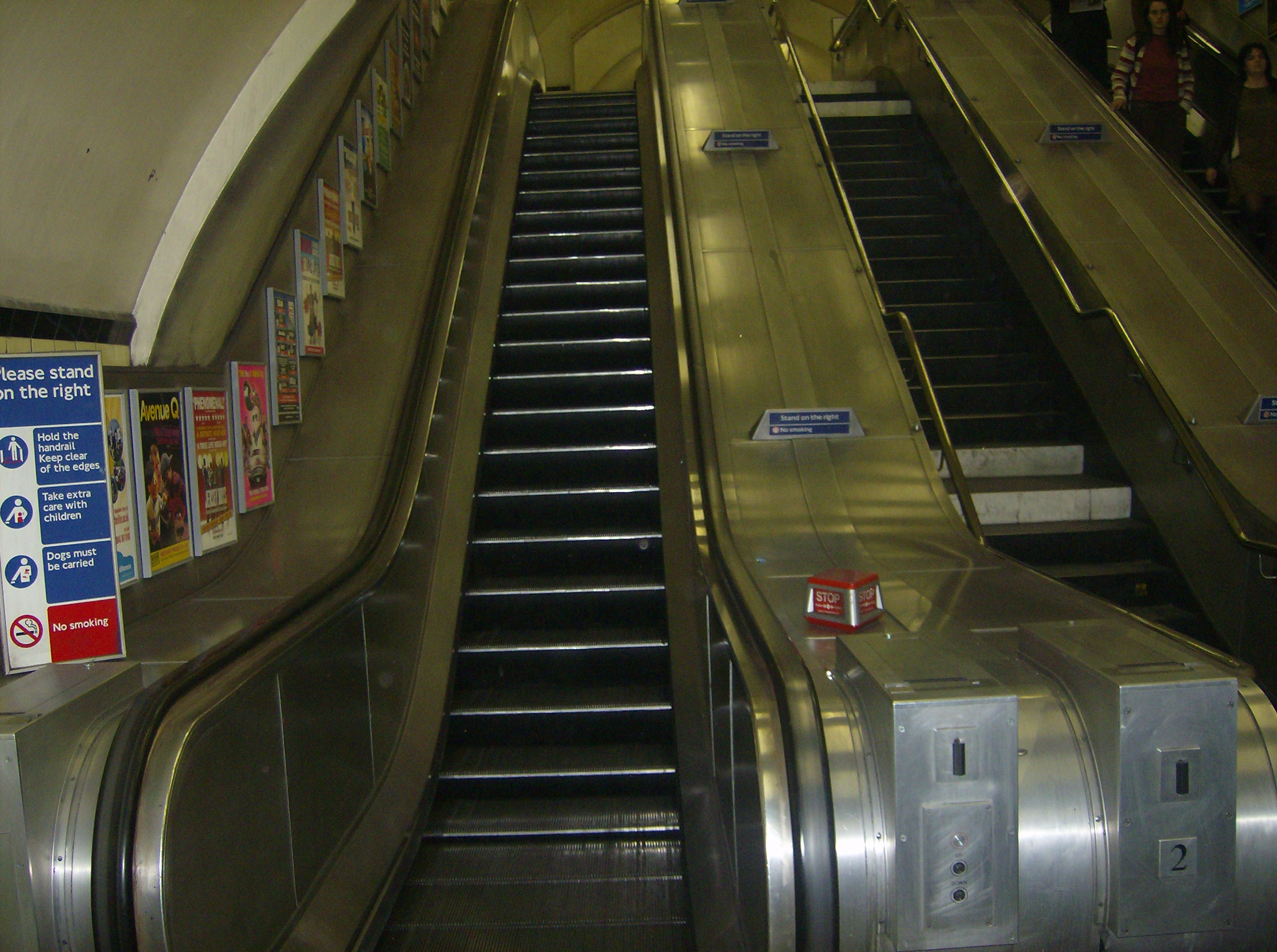
A segunda escada rolante mais curta da rede do metrô
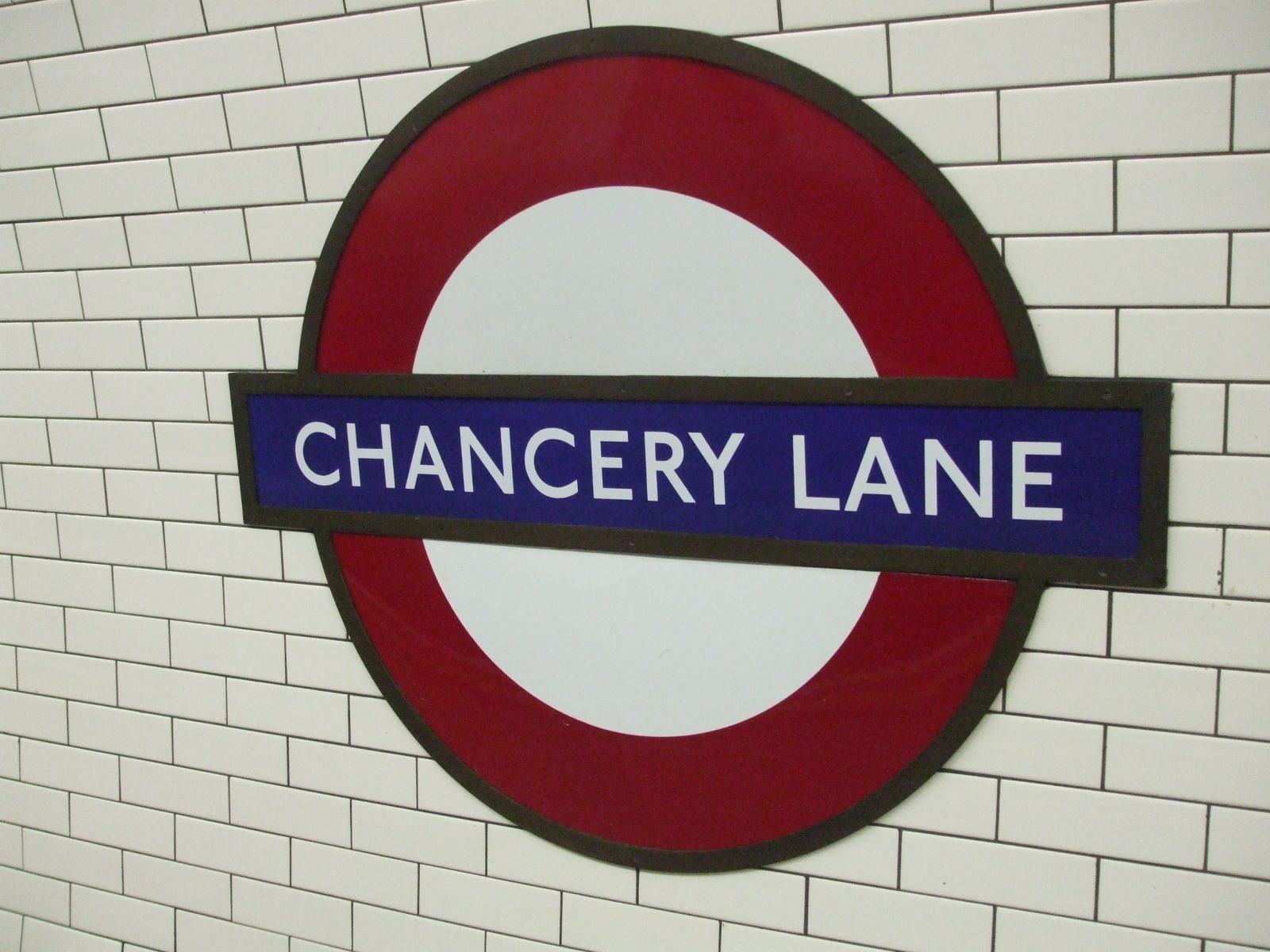
Roundel, plataforma sentido leste
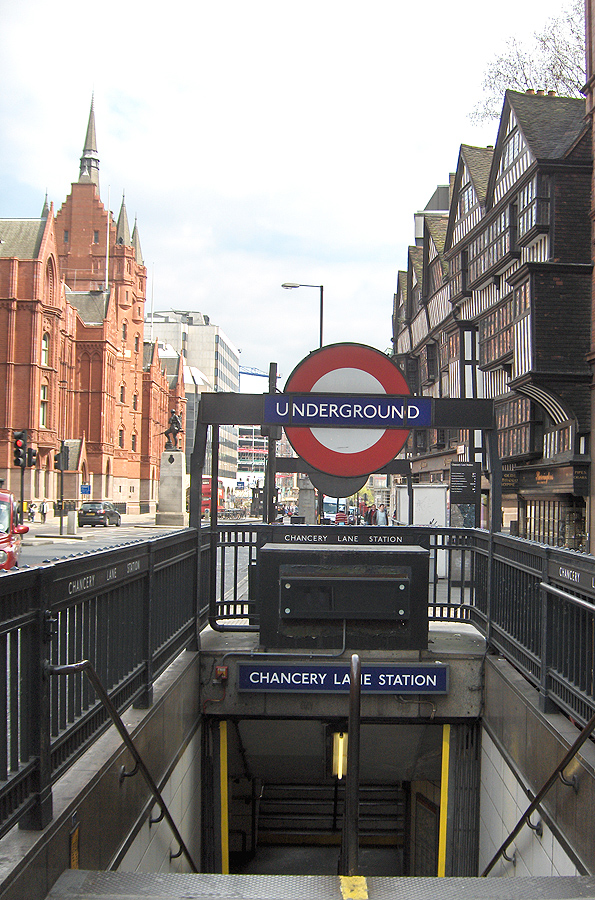
Entrada sul